# Спрингфилд (Небраска)
Спрингфилд (енгл. Springfield) град је у америчкој савезној држави Небраска.

## Демографија
По попису из 2010. године број становника је 1.529, што је 79 (5,4%) становника више него 2000. године.
| Група             | 2000.         | 2010.         |
| Белци             | 1.415 (97,6%) | 1.453 (95,0%) |
| Афроамериканци    | 3 (0,2%)      | 10 (0,7%)     |
| Азијати           | 3 (0,2%)      | 3 (0,2%)      |
| Хиспаноамериканци | 21 (1,4%)     | 27 (1,8%)     |
| Укупно            | 1.450         | 1.529         |